# پریندوپریل
پریندوپریل (Perindopril) یک مهارکننده ACE طولانی اثر است که به عنوان داروی کاهنده فشارخون، درمان نارسایی قلبی یا آنژین صدری پایدار به کار می‌رود. این دارو با نام‌های تجاری کورسیل (Coversyl)، کوورسوم (Coversum) و آسئون (Aceon) به فروش می‌رسد.

## کاربردهای بالینی
موارد مصرف آن مانند سایر داروهای مهارکننده ACE است، از جمله در درمان فشارخون بالا، آنژین صدری پایدار، درمان نارسایی یا بیماری‌های علامت دار قلب. بررسی‌ها نشان داده‌اند که خطر سکته مغزی را در افراد دارای سابقه سکته مغزی یا حمله ایسکمی گذرا (TIA) کاهش می‌دهد.

## دوز دارو و روش مصرف
در درمان فشارخون بالا با دوز ۵ میلی‌گرم (فرم آرژینین پریندوپریل) یا ۴ میلی‌گرم (فرم اربومین پریندوپریل) یک بار در روز شروع می‌شود. پس از یک ماه می‌توان برای بهبود کنترل فشارخون یا بیماری همزمان عروق کرونر، دوز دارو را به ۱۰ میلی‌گرم (فرم آرژینین پریندوپریل) یا ۸ میلی‌گرم (فرم اربومین پریندوپریل) افزایش داد.

## موارد منع کاربرد
- حساسیت به اجزای دارو
- کودکان
- دوره بارداری
- دوره شیردهی
- نارسایی کلیه

## موارد احتیاط
پیش از شروع درمان، کار کلیه را ارزیابی نموده و در صورت اختلال کار کلیه، دوز دارو را با توجه به کلیرانس کراتینین به دقت تنظیم کرد.

## عوارض جانبی
- سرفه
- خستگی
- ضعف عضلانی
- سردرد
- اختلال خلق یا خواب
- تهوع
- تغییر چشایی
- درد شکم
- بثورات پوستی
- کم خونی، پروتئینوری و خیز نیز گزارش شده‌اند